# (13260) Sabadell
(13260) Sabadell est un astéroïde de la ceinture principale.

## Description
(13260) Sabadell est un astéroïde de la ceinture principale. Il fut découvert le 23 août 1998 à Montjoia par Ferrán Casarramona et Antoni Vidal. Il présente une orbite caractérisée par un demi-grand axe de 2,55 UA, une excentricité de 0,16 et une inclinaison de 12,8° par rapport à l'écliptique.

## Compléments